# توني فريتاس
توني فريتاس (بالإنجليزية: Tony Freitas)‏ هو لاعب كرة قاعدة أمريكي، ولد في 5 مايو 1908 في مل فالي في الولايات المتحدة، وتوفي في 13 مارس 1994 في Orangevale, California ‏ في الولايات المتحدة.

## وصلات خارجية
- توني فريتاس على موقع دوري كرة القاعدة الرئيسي (الإنجليزية)
- توني فريتاس على موقعبيزبول رفرنس.كوم (الدوري الرئيسي) (الإنجليزية)
- توني فريتاس على موقعبيزبول رفرنس.كوم (الدوري الثانوي) (الإنجليزية)